# Jogbani
Jogbani est une ville de l'état de Bihar au nord de l'Inde, dans le district d'Araria à la frontière avec le Népal.
Sa population était de 39 281 habitants en 2011.